# 알렉산더 호킨스
알렉산더 호킨스(영어: Alexander Hawkins, 1981년 5월 3일~현재)은 잉글랜드의 남성 피아노 연주자, 작곡가다.